# La masacre de Toolbox
La masacre de Toolbox (Toolbox murders) es un remake de la película del mismo nombre de 1978. En la primavera del 2003, el director de The Texas Chain Saw Massacre y Poltergeist, Tobe Hooper, anunció que tenía planes de dirigir la versión. Hooper anunció que el elenco estaba formado por Angela Bettis, del éxito de culto May, y Juliet Landau, de la serie de televisión Buffy the Vampire Slayer. Tiene un cameo Sheri Moon Zombie (Baby, de House of 1000 Corpses y The Devil's Rejects).

## Sinopsis
La joven pareja formada por Nell y Steven Burrows están encantados con su suerte. Se acaban de mudar a uno de los lugares más deseados del momento: al Lusman Building, el lujoso hotel Art deco, construido en los años 40 y frecuentado por los ricos y famosos de los buenos tiempos de Hollywood. El viejo edificio pasó por una mala época pero ahora está en su esplendor otra vez y lo han convertido en apartamentos. Pero el Lusman no se debería haber tocado ya que la reforma ha hecho surgir a un asesino, una persona que conoce todos los rincones del lugar y todos sus secretos. Un brutal homicida vestido con un abrigo largo y una máscara de gas que cree que el edificio es suyo. Al poco tiempo, Nell comienza a oír ruidos extraños, a notar cosas raras y siente que alguien la está vigilando. Además algunos de los vecinos empiezan a desaparecer y ella sabe que algo muy malo está pasando en el antiguo hotel. Aunque nadie parece creerla, se decide a averiguar lo que está ocurriendo y entra así en un juego muy peligroso.

## Elenco
- Angela Bettis como Nell Barrows.
- Brent Roam como Steven Barrows.
- Marco Rodríguez como Luis Saucedo.
- Rance Howard como Chas Rooker.
- Juliet Landau como Julia Cunningham.
- Adam Gierasch como Ned Lundy.
- Greg Travis como Byron McLieb.
- Chris Doyle como Coffin Baby.
- Adam Weisman como Austin Sterling.
- Christina Venuti como Jennifer.
- Sara Downing como Saffron Kirby.
- Jamison Reeves como Hudson.
- Stephanie Silverman como Dora Sterling.
- Allan Polonsky como Philip Sterling.
- Charlie Paulson como Hans.
- Eric Ladin como Johnny Turnbull.
- Sheri Moon Zombie como Daisy Rain.
- Price Carson como el oficial Daniel Stone.
- Carlease Burke como el oficial Melody.
- Bob McMinn como Shadow Man.
- Ralph Morris como el padre de Nell.